# (28058) 1998 NF
1998 أن أف (ويعرف أيضًا باسم (28058) 1998 أن أف وفق تسمية الكوكب الصغير) (بالإنجليزية: 1998 NF)‏ هو كويكب ضمن حزام الكويكبات؛ وترتيبه 28058 من حيث الاكتشاف.
اكتُشف هذا الجُرم الفلكي بواسطة جون بروفتون في 1 يوليو 1998.

## وصلات خارجية
- (28058) 1998 NF في قاعدة بيانات مختبر الدفع النفاث لأجرام النظام الشمسي الصغيرة

- الاكتشاف · مخطط المدار ·  العناصر المدارية · المعلمات المادية

- (28058) 1998 NF على موقع ويكي سكاي: DSS2, SDSS, GALEX, IRAS, Hydrogen α, X-Ray, Astrophoto, Sky Map, Articles and images